# NGC 2333
NGC 2333 (другие обозначения — UGC 3689, MCG 6-16-20, ZWG 176.18, IRAS07050+3515, PGC 20223) — спиральная галактика (Sa) в созвездии Близнецы.
Этот объект входит в число перечисленных в оригинальной редакции «Нового общего каталога».
В галактике вспыхнула сверхновая SN 2010ie типа IIp, её пиковая видимая звездная величина составила 17,6.